# Capitalism
Capitalism är ett datorspel som simulerar olika former av företag. Det anses ofta vara det första framgångsrika affärssimulatorspelet.
Målet i Capitalism är att driva sitt eget företag. Man kan syssla med allt från råvaruproduktion till försäljning och forskning. Spelaren iklär sig rollen som företagets verkställande direktör och har till uppgift att få sitt företag att växa och göra vinst.
Capitalism har fått två efterföljare, Capitalism Plus (1996) och Capitalism II (2001).